# Polares
Polares é o sexto álbum de estúdio da cantora e compositora Deborah Blando. Gravado entre 2006 e 2007, foi engavetado antes de seu lançamento em 2007, devido a problemas de saúde psicológica que Deborah vinha passando desde 2002. Catorze anos depois, em 17 de julho de 2020, foi lançado de maneira independente nas plataformas digitais. 
Duas faixas, "Contrato Assinado" e "Every Minute" foram incluídas nas trilha sonoras da novela Sete Pecados do canal Rede Globo.
Comercialmente, permaneceu por dois dias seguidos no top 10 entre os mais vendidos do Itunes Brasil, atingindo o pico na 7° posição.

## Desenvolvimento e gravação
Gravado em um período de crise pessoal, foi influenciado pelos gêneros de house music, psy trance, trip-hop e outras vertentes do eletrônico. Polares inclui faixas em português e inglês, além de possuir trechos em italiano ("Stains" e "A Só"), assim como álbuns anteriores, e foi produzido pelos DJs Claudio "Audio Cactos" Ferreira e Sandro "San Schwartz" Demoura. 

Em entrevista ao jornal Extra, Blando explicou que seu conceito foi desenvolvido após convidar Erich Baptista, diretor de cinema, para compor ao seu lado em um trabalho sobre "o que poderia acontecer no futuro." A maior parte das composições são de autoria de Blando, Baptista, Alexandre Green, outras faixas são de coautoria de seus dois produtores. "Tanto Faz" conta com a coautoria de Kiko Zambianchi, que havia colaborado com a cantora na composição de "Me Leva", faixa incluída em sua compilação de grandes sucessos, A Luz Que Acende o Olhar, de 2002.

"Ouvir esse álbum novamente, depois de 14 anos, foi muito emocionante. Eu fiquei chocada! Principalmente revendo as letras. Uma delas fala sobre desinfetar a sala de estar, usar máscaras… Outras falam sobre hipocrisia, como a que estamos vivendo hoje, sobre os mares poluídos, sobre discriminação… Tem outra que fala sobre uma guerra particular, uma nova era e que o mundo estaria para mudar para sempre. É um CD premonitório. Parece que a gente sentiu o que estava vindo por aí, no futuro. E esse futuro é hoje…"

—Blando falando sobre a relevância do álbum em 2020.
De acordo com Blando, Polares nasceu de "uma visão musical que narra a jornada entre dois extremos. Uma viagem que busca encontrar o ponto equidistante entre dois polos. Da mesma maneira como buscamos na vida o equilíbrio — ou o caminho do meio — como disse Buddha. Diversas vezes somo convidados a trilhar este caminho."
O projeto foi um conceito futurista, descrito como "inovador para a época". Embora tenha recebido elogios das gravadoras por sua qualidade musical, sendo descrito como um "trabalho genial", nenhuma acreditava que seria aceito pelas rádios brasileiras. Ironicamente, poucos anos depois do álbum ser arquivado, o gênero eletrônico tornou-se o mais tocado nas rádios brasileiras e internacionais.
As faixas "Tanto Faz" e "Stains" foram posteriormente reaproveitadas e lançadas em versão remix, em In Your Eyes, de 2013.

## Lançamento
Inicialmente foi planejado para ser comercializado entre 2006 e 2007. A capa chegou a ser divulgada no site oficial da cantora, assim como o ensaio fotográfico e vídeos de bastidores. Um videoclipe para a faixa "Tanto Faz" foi gravado e continuou disponível em seu canal oficial do YouTube, desde 2007. Duas outras faixas, "Contrato Assinado" e "Every Minute", foram incluídas nas trilha sonoras (nacional e internacional) da novela Sete Pecados do canal Rede Globo, após a cantora mostrar o trabalho para Mariozinho Rocha, diretor musical, e Jorge Fernando, diretor de novelas na emissora. Eventualmente, o lançamento foi cancelado.
Durante a quarentena na pandemia de 2020, Blando soube que seu amigo e diretor de arte Erich Baptista havia encontrado em Nova Iorque as masters do projeto. Após ouvir composições de quatorze anos atrás e entender que suas letras eram condizentes com o momento, Blando lançou o projeto de maneira independente nas plataformas digitais, em 17 de julho de 2020 como um presente para seus fãs. A versão incluída agora em edição deluxe, conta com as 14 faixas originais, além de 12 faixas bônus, que incluem faixas demos gravadas em 1999.

## Lista de faixas
| N.º | Título                            | Compositor(es)                                                                | Duração |  |
| 1.  | "Admirável Mundo Outro (Bliss)"   | Deborah Blando Erich Baptista Sandro Demoura Claudio Ferreira Alexandre Green | 3:54    |  |
| 2.  | "Tanto Faz"                       | Blando Kiko Zambianchi Green                                                  | 3:50    |  |
| 3.  | "Cartas Marcadas"                 | Blando Baptista Demoura Ferreira Green                                        | 3:40    |  |
| 4.  | "Polares (Every Minute)"          | Blando Baptista Green                                                         | 3:36    |  |
| 5.  | "Juízo Final"                     | Blando Baptista Green                                                         | 3:46    |  |
| 6.  | "Going Up"                        | Blando Ferreira Green                                                         | 5:06    |  |
| 7.  | "Stains"                          | Blando Green                                                                  | 5:05    |  |
| 8.  | "Noites"                          | Blando Baptista Green                                                         | 4:39    |  |
| 9.  | "Pérolas"                         | Blando                                                                        | 3:29    |  |
| 10. | "Ausência"                        | Blando Ferreira Green                                                         | 3:44    |  |
| 11. | "Illusions"                       | Blando Green                                                                  | 3:42    |  |
| 12. | "Contrato Assinado" (Remix)       | Blando Ferreira Green                                                         | 4:15    |  |
| 13. | "Every Minute" (Remix)            | Blando Francisco Gomes Green                                                  | 3:33    |  |
| 14. | "A Só (Stains)"                   | Blando Ferreira Green                                                         | 5:10    |  |
| 15. | "Cartas Marcadas" (Remix)         | Blando Baptista Demoura Ferreira Green                                        | 4:55    |  |
| 16. | "Juízo Final" (Remix)             | Blando Ferreira Green                                                         | 4:16    |  |
| 17. | "Admirável Mundo Outro" (Dub Mix) | Blando Baptista Demoura Ferreira Green                                        | 6:38    |  |
| 18. | "Spinning"                        |                                                                               | 3:35    |  |
| 19. | "I Will Survive"                  | Freddie Perren Dino Fekaris                                                   | 3:16    |  |
| 20. | "Decadence Avec Elegance" (Remix) | Blando Kit Grindstaff Lobão                                                   | 4:39    |  |
| 21. | "Innocence" (Remix)               | Blando Grindstaff Larry Dvoskin E.T. Thorngren                                | 4:55    |  |
| 22. | "Bliss"                           | Blando                                                                        | 3:55    |  |
| 23. | "Polares (Every Minute)" (Demo)   | Blando Baptista Green                                                         | 3:55    |  |
| 24. | "Tanto Faz" (Demo)                | Blando Zambianchi Green                                                       | 3:32    |  |
| 25. | "Sweet Misery"                    |                                                                               | 4:49    |  |

Notas:
- Faixa 26 é intitulada "A Hora" (4:22)